# アウトルック (インドの雑誌)
『アウトルック』(Outlook) は、インドで発行されている英語のニュース雑誌。

## 沿革
『アウトルック』誌は1995年10月に、ヴィノード・メーヘターを編集長として創刊した。同誌を所有しているのは、ラジャン・ラヘジャが率いる企業グループ Rajan Raheja Group である。発行者は、Outlook Publishing (India) Pvt. Ltd. である。内容は、政治、スポーツ、映画、その他さまざまな記事を取り上げている。2018年12月の時点で、『アウトルック』誌の Facebook ページのフォロワーは、120万人を超えていた。

## スタッフ

### 編集長
- ルベン・バネルジー (Ruben Banerjee)

### 過去の編集長
- ヴィノード・メーヘター（Vinod Mehta、在任：1995年 - 2012年）[9]
- クリシュナ・プラサド（Krishna Prasad、在任：2012年 - 2016年）
- ラジェシュ・ラマンチャンドラン (Rajesh Ramachandran、在任：2016年 - 2018年）

### 編集担当役員
- タルン・テイパル （Tarun Tejpal、在任：1995年 - 2000年３月）[10]

### 著名な寄稿者
- ヴィノード・メーヘター
- アルンダティ・ロイ